# Pável Sújov
Pável Vladislávovich Sújov –en ruso, Павел Владиславович Сухов– (Kúibyshev, URSS, 7 de mayo de 1988) es un deportista ruso que compite en esgrima, especialista en la modalidad de espada.
Participó en tres Juegos Olímpicos de Verano, entre los años 2012 y 2020, obteniendo una medalla de plata en Tokio 2020, en la prueba por equipos (junto con Serguei Bida, Serguei Jodos y Nikita Glazkov), y el séptimo lugar en Río de Janeiro 2016, en la misma prueba.
Ganó tres medallas de bronce en el Campeonato Mundial de Esgrima, entre los años 2013 y 2018, y ocho medallas en el Campeonato Europeo de Esgrima entre los años 2010 y 2019.

## Palmarés internacional
| Juegos Olímpicos   | Juegos Olímpicos        | Juegos Olímpicos  | Juegos Olímpicos   |
| Año                | Lugar                   | Medalla           | Prueba             |
| ------------------ | ----------------------- | ----------------- | ------------------ |
| 2020               | Tokio (Japón)           | Medalla de plata  | Espada por equipos |
| Campeonato Mundial |                         |                   |                    |
| Año                | Lugar                   | Medalla           | Prueba             |
| 2013               | Budapest (Hungría)      | Medalla de bronce | Espada individual  |
| 2017               | Leipzig (Alemania)      | Medalla de bronce | Espada por equipos |
| 2018               | Wuxi (China)            | Medalla de bronce | Espada por equipos |
| Campeonato Europeo |                         |                   |                    |
| Año                | Lugar                   | Medalla           | Prueba             |
| 2010               | Leipzig (Alemania)      | Medalla de bronce | Espada individual  |
| 2011               | Sheffield (Reino Unido) | Medalla de bronce | Espada por equipos |
| 2012               | Legnano (Italia)        | Medalla de oro    | Espada individual  |
| 2014               | Estrasburgo (Francia)   | Medalla de bronce | Espada por equipos |
| 2015               | Montreux (Suiza)        | Medalla de bronce | Espada individual  |
| 2017               | Tiflis (Georgia)        | Medalla de oro    | Espada por equipos |
| 2018               | Novi Sad (Serbia)       | Medalla de oro    | Espada por equipos |
| 2019               | Düsseldorf (Alemania)   | Medalla de oro    | Espada por equipos |